# گاردین (وبگاه)
گاردین‌دات‌کام (انگلیسی: TheGuardian.com) که سابقاً با نام‌های Guardian.co.uk و گاردین آنلیمیتد شناخته می‌شد، وبسایت خبر و رسانه ای بریتانیایی متعلق به گروه رسانه‌ای گاردین است. این وبسایت شامل تقریباً تمامی محتوای روزنامه‌های گاردین و آبزرور, و نیز حجم زیادی از آثار مختص وب از جمله یک سرویس خبری است که توسط کارکنان آن تولید می‌شود. به تاریخ نوامبر ۲۰۱۴ این سایت دومین روزنامه آنلاین پرمخاطب در بریتانیا با ۱۷ میلیون خواننده در ماه بود.